# Oecetis spinosa
Oecetis spinosa is een schietmot uit de familie Leptoceridae. De soort komt voor in het Palearctisch gebied.